# Florian Jenni
Florian Jenni (* 24. März 1980 in Lieli) ist ein Schweizer Schachspieler und Grossmeister.
Er erlernte mit fünf Jahren das Schachspiel von seinen Eltern. 2000 gewann er bei der Junioren-Europameisterschaft die Bronzemedaille. Im Jahre 2002 errang er den Titel des Grossmeisters.
Jenni gewann die Turniere in Lenk (2002), Silvaplana (2003 – damit war er in diesem Jahr Schweizer Landesmeister) und Winterthur (2005). 2006 wurde er in Lenzerheide zum zweiten Male Schweizer Einzelmeister.
Jenni war Mitglied des Schweizer Nationalteams und nahm an fünf Schacholympiaden zwischen 2000 und 2008 und fünf Mannschaftseuropameisterschaften zwischen 2001 und 2009 teil. Bei der Mannschaftseuropameisterschaft 2005 in Göteborg erreichte er am vierten Brett das beste Einzelergebnis. In der Schweizer Nationalliga A (SMM) spielte er bis 2009 für die Schachgesellschaft Zürich und von der Saison 2014 bis zur Saison 2018 für die Schachgesellschaft Winterthur. In der Schweizer Schachbundesliga (SGM) spielte Jenni bis 2015 für den ASK Winterthur, seitdem spielt er auch in der SGM für die SG Winterthur, die sich mit dem ASK Winterthur zusammenschloss. Er gewann die Nationalliga A 2002, 2003, 2005, 2008, 2009 und 2017, die Schweizer Bundesliga 2000, 2003, 2009, 2012 und 2015. In der deutschen 1. Bundesliga  spielte er in der Saison 2002/03 für die Stuttgarter SF, in den Spielzeiten 2005/06 und 2007/08 für den Godesberger SK.
Im November 2010 erklärte Florian Jenni seinen Rücktritt vom aktiven Schachsport. Er begründete dies mit Motivationsproblemen und fehlender Zukunftsperspektive.